# 17 août 1971
Le mardi 17 août 1971 est le 229e jour de l'année 1971.

## Naissances
- Cesar Abi Khalil, homme politique libanais
- Cristian Balaj, footballeur et arbitre roumain
- Ed Motta, musicien brésilien
- Filippo Simeoni, coureur cycliste italien
- Jorge Posada, joueur de baseball portoricain
- Marek Leščák, scénariste slovaque
- Thierry Solère, homme politique français
- Tristana Moraleja Gómez, femme politique espagnole

## Décès
- Eliézer Shohat (né en 1874), protagoniste actif du mouvement sioniste
- Horace McMahon (né le 17 mai 1906), acteur américain
- Tab Smith (né le 11 janvier 1909), saxophoniste alto et chef d’orchestre de jazz et de rhythm and blues américain
- Wilhelm List (né le 14 mai 1880), général allemand